# زيردج
زيردج (بالفارسية: زیردج) هي قرية تقع في البلدة المركزية في إيران. يقدر عدد سكانها بـ 269 نسمة بحسب إحصاء 2016.